# Anomala aspera
Anomala aspera är en skalbaggsart som beskrevs av Ohaus 1914. Anomala aspera ingår i släktet Anomala och familjen Rutelidae. Inga underarter finns listade i Catalogue of Life.